# Álvaro Cervantes
Álvaro Cervantes Sorribas (ur. 12 września 1989 w Barcelonie) – hiszpański aktor.

## Biografia
Álvaro Cervantes urodził się w Barcelonie 12 września 1989 roku. Aktorką jest jego siostra Ángela Cervantes. W latach 2015–2016 aktor był odtwórcą roli Karola V Habsburg w hiszpańskim serialu Carlos, rey emperador. W 2016 roku wystąpił w hiszpańskim serialu 1898: Los últimos de Filipinas, w 2017 w serialu La zona.

## Filmografia

### Filmy
| Rok  | Tytuł                                                            | Rola             |
| ---- | ---------------------------------------------------------------- | ---------------- |
| 2008 | Pretextos                                                        | Lucas            |
| 2009 | Gra w wisielca (El juego del ahorcado)                           | David            |
| 2010 | Trzy metry nad niebem (Tres metros sobre el cielo)               | Pollo            |
| 2011 | Hanna                                                            | Feliciano        |
| 2012 | Seks aniołów (El sexo de los ángeles)                            | Rai              |
| 2012 | Tylko ciebie chcę (Tengo ganas de ti)                            | Pollo            |
| 2012 | 88                                                               | Joel             |
| 2014 | W sercu oceanu (El corazón del océano)                           | Alonso           |
| 2016 | Ostatni Hiszpanie na Filipinach (1898, Los últimos de Filipinas) | Carlos           |
| 2017 | La vida nuestra                                                  | Antón            |
| 2018 | Drzewo krwi (El árbol de la sangre)                              | Marc             |
| 2019 | Bajo el mismo techo                                              | Nacho            |
| 2019 | Świadectwo kości (Legado en los huesos)                          | Dr Berasategui   |
| 2020 | Adú                                                              | Mateo            |
| 2020 | Ofiara dla burzy (Ofrenda a la tormenta)                         | Dr Berasategui   |
| 2020 | Los relojes del diablo                                           | Aurelio Vizcaíno |
| 2021 | Dolina umarłych (Malnazidos)                                     | Mecha            |
| 2021 | Zakochany do szaleństwa (Loco por ella)                          | Adri             |
| 2021 | Donde caben dos                                                  | Raúl             |
| 2022 | 42 sekundy (42 segundos)                                         | Manel Estiarte   |
| 2023 | Miłość od pierwszego pocałunku (Eres tú)                         | Javier           |

### Seriale TV
| Rok       | Tytuł                                         | Rola             |
| --------- | --------------------------------------------- | ---------------- |
| 2011      | Punta Escarlata                               | Marcos           |
| 2011      | Meublé La Casita Blanca                       | Mar              |
| 2012–2013 | Cienie Calendy (Luna, el misterio de Calenda) | Joel             |
| 2014      | Hermanos                                      | Alberto Torres   |
| 2015      | Komandosi (Los nuestros)                      | Alonso           |
| 2015–2016 | Carlos, rey emperador                         | Karol V Habsburg |
| 2016      | Cites                                         | Dani             |
| 2016      | 1898: Los últimos de Filipinas                | Carlos           |
| 2017      | La zona                                       | Martín Garrido   |
| 2019      | Brigada Costa del Sol                         | Leo Villa        |